# Gauliga Niederschlesien 1942/43

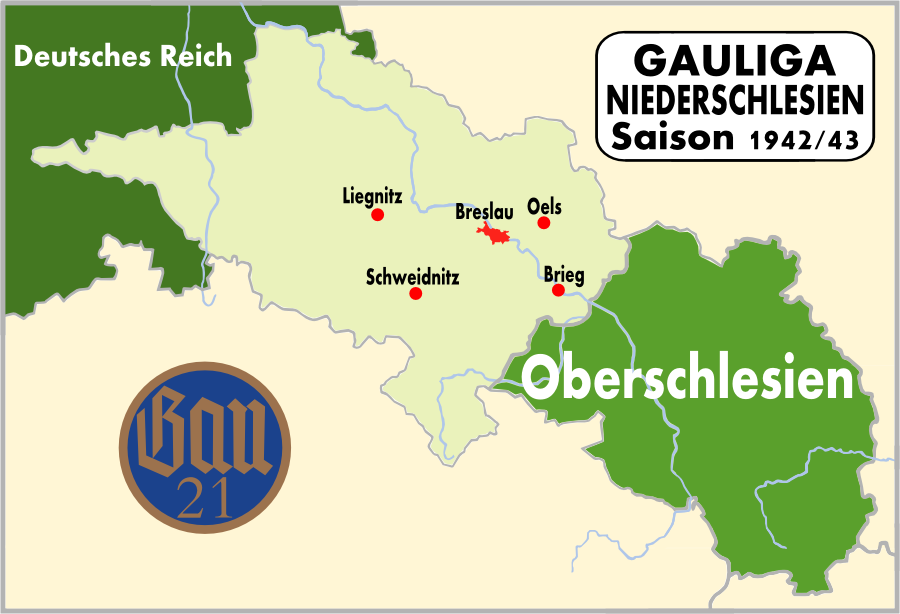
Plaatsen waar de Gauliga Niederschlesien 1942/43 gespeeld werd

De Gauliga Niederschlesien 1942/43 was het tweede voetbalkampioenschap van de Gauliga Niederschlesien. LSV Reinecke Breige werd kampioen en plaatste zich voor de eindronde om de Duitse landstitel. De club schakelde eerst Germania Königshütte uit en werd dan met 0-8 door First Vienna FC uit de eindronde gekegeld. 
Omdat de Gauliga volgend seizoen in meerdere groepen verdeeld werd was er dit jaar geen degradatie. De 1. Klasse werd ontbonden en de clubs die nog aan de competitie konden deelnemen werden nu ook in de Gauliga ingedeeld.

## Eindstand
| Plaats | Club                       | Wed. | W  | G | V  | Saldo  | Ptn.  |
| ------ | -------------------------- | ---- | -- | - | -- | ------ | ----- |
| 1.     | LSV Reinecke Brieg         | 18   | 15 | 2 | 1  | 73:18  | 32:04 |
| 2.     | Breslauer SpVg 02          | 18   | 14 | 2 | 2  | 122:21 | 30:06 |
| 3.     | Breslauer FV 06            | 18   | 9  | 3 | 6  | 39:30  | 21:15 |
| 4.     | LSV Richthofen Schweidnitz | 18   | 8  | 3 | 7  | 31:36  | 19:17 |
| 5.     | SC Hertha Breslau          | 18   | 8  | 1 | 9  | 27:42  | 17:19 |
| 6.     | TuSpo Liegnitz             | 18   | 8  | 1 | 9  | 33:72  | 17:19 |
| 7.     | LSV Immelmann Breslau      | 18   | 7  | 1 | 10 | 39:54  | 15:21 |
| 8.     | SC Alemannia Breslau       | 18   | 6  | 3 | 9  | 29:52  | 15:21 |
| 9.     | WSV Liegnitz               | 18   | 6  | 2 | 10 | 32:41  | 14:22 |
| 10.    | Reichsbahn SG Oels         | 18   | 0  | 0 | 18 | 12:71  | 00:36 |

|  | Kampioen |